# Neurology
Neurology es una revista médica semanal revisada por pares que cubre la investigación en neurología .Publicada por Wolters Kluwer en nombre de la Academia Estadounidense de Neurología , de la cual es el diario oficial. Ha sido editado desde abril de 2020 por José G. Merino (Universidad de Georgetown).

## Abstracs e indexación
La revista está indexada en :
- Biological Abstracts
- BIOSIS Previews
- CAB Abstracts
- CINAHL
- Current Contents/Clinical Medicine
- Current Contents/Life Sciences
- Embase
- Index Medicus/MEDLINE/PubMed
- PASCAL
- PsycINFO
- Science Citation Index
- Scopus

En 2023 es la revista n.º 5 en la especialidad de neurología en Googgle Scholar

## Editores en jefe anteriores
Las siguientes personas han sido editores en jefe:
- Russell N. DeJong (1951-1977; Escuela de Medicina de la Universidad de Michigan ), editor en jefe fundador
- Lewis P. Rowland (1977-1987; Universidad de Columbia )
- Robert B. Daroff (1987-1997; Facultad de Medicina de la Universidad Case Western Reserve )
- Robert C. Griggs (1997-2007; Centro Médico de la Universidad de Rochester)
- John H. Noseworthy (2007-2009; Clínica Mayo )
- Robert A. Gross (2009-2020; Centro Médico de la Universidad de Rochester)